# Cromatogramma di massa
Un cromatogramma di massa (mass chromatogram in inglese) è una rappresentazione dei dati di spettrometria di massa come cromatogramma, in cui l'asse x rappresenta il tempo e l'asse y rappresenta l'intensità del segnale.
Esistono diversi tipi di cromatogramma di massa.

## Total Ion Current (TIC)

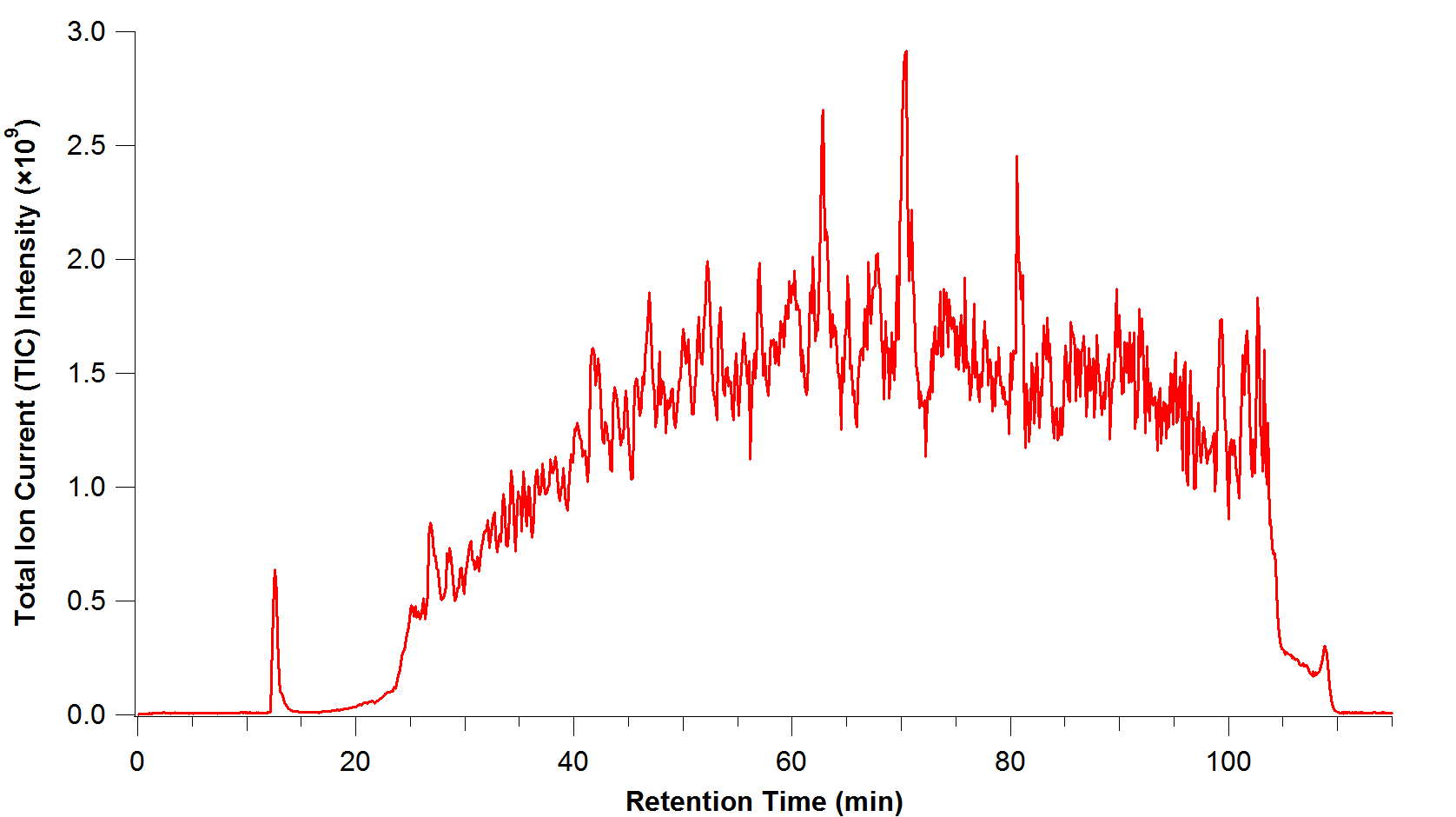
Esempio di cromatogramma total ion current (TIC) da un'analisi LC-MS

Il cromatogramma total ion current (TIC), corrente ionica totale in italiano, rappresenta la somma della corrente ionica dovuta a tutti gli ioni di tutte le masse rivelate che siano al di sopra di un valore di massa definito. Il cromatogramma sarà dato da "corrente ionica totale" contro "tempo".

## Base peak

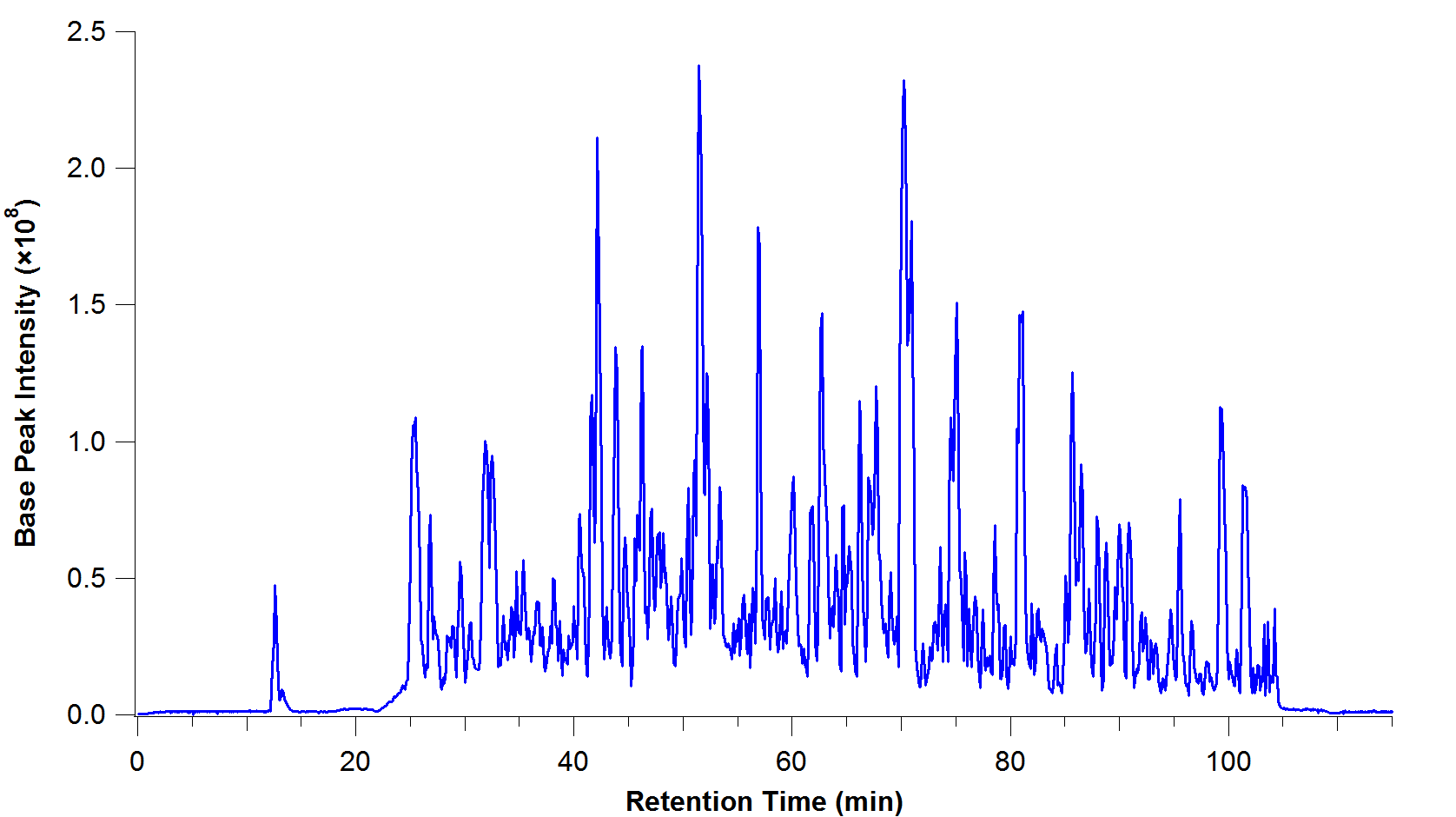
Esempio di cromatogramma base peak da un'analisi LC-MS

Il cromatogramma base peak, picco base in italiano, è simile a un cromatogramma TIC, tuttavia riporta solo il picco più intenso di ogni spettro.
Cioè in un cromatogramma base peak è riportata l'intensità del picco più intenso per ogni punto dell'analisi.

## Extracted Ions (XIC)

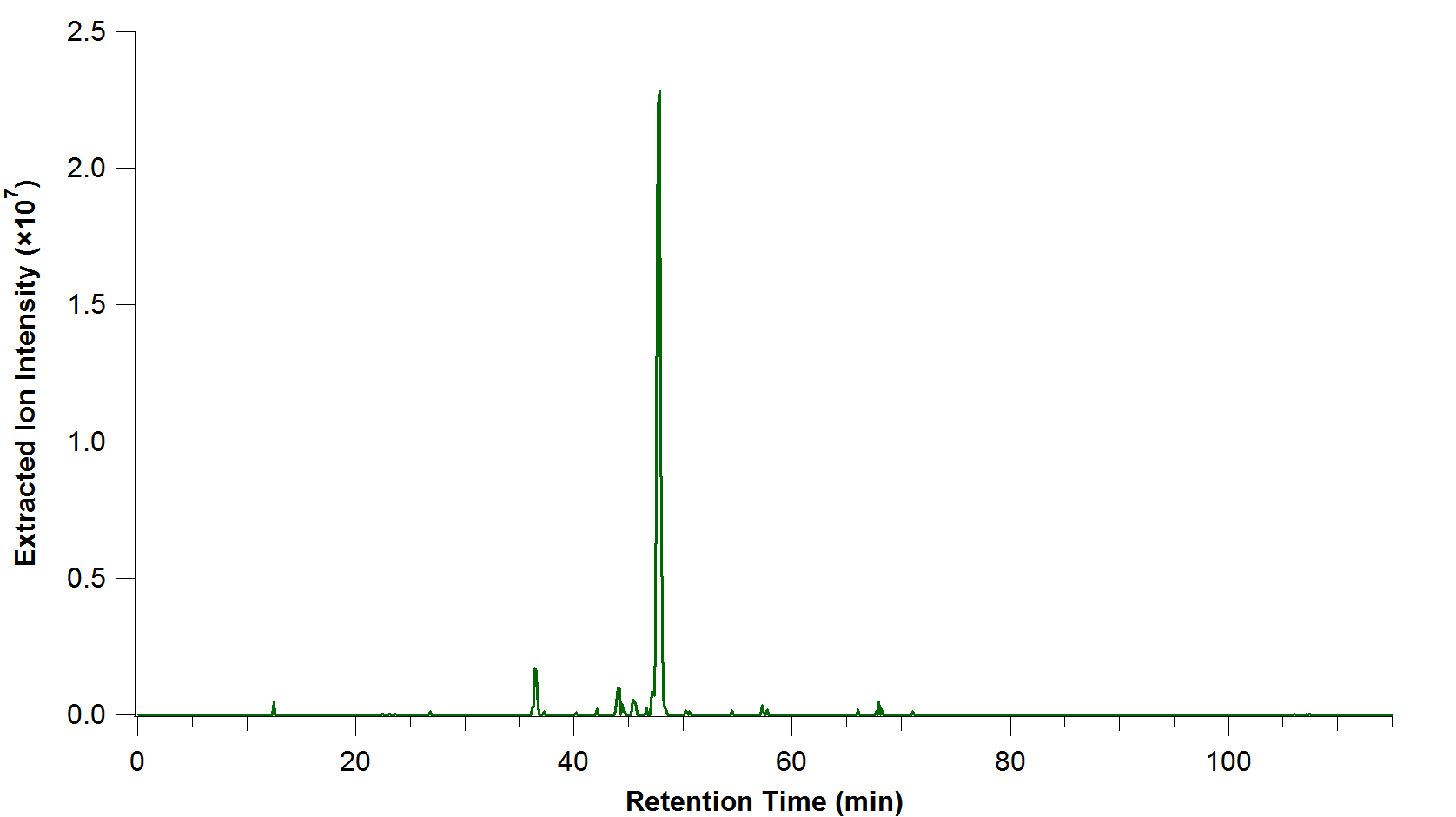
Esempio di cromatogramma extracted ions da un'analisi LC-MS

Un cromatogramma extracted ions (XIC or EIC), ioni estratti in italiano, anche chiamato cromatogramma reconstructed ions (RIC), ioni ricostruiti, rappresenta solamente uno o più ioni che sono stati estratti (ricercati) dal data set, dopo l'acquisizione.

## Selected Ion Monitoring (SIM)
Un cromatogramma selected ions monitoring (SIM), monitoraggio di ioni selezionati in italiano, è simile a un cromatogramma XIC, ma a differenza di quest'ultimo, dove i segnali vengono estratti da una scansione completa, nel SIM vengono direttamente acquisiti solo i segnali di interesse.

## Selected reaction monitoring
Un cromatogramma selected reaction monitoring (SRM), monitoraggio di reazione selezionata in italiano, è un tipo di cromatogramma che si ottiene con spettrometri di massa tandem come rilevatori. Il cromatogramma riporta i segnali degli ioni prodotti da specifici ioni genitori.

## Selected-ion-total-ion (SITI)
La tecnica selected-ion-total-ion (SITI), che risulta essere una combinazione della tecnica SIM e della tecnica TIC, è un tipo di cromatogramma che si ottiene utilizzando un determinato intervallo di rapporto massa/carica ma sommando le intensità dell'intero intervallo di masse che è stato rilevato a ogni punto dell'analisi.